# Dough and Dynamite
Dough and Dynamite ist ein US-amerikanischer Stummfilm aus dem Jahre 1914.

## Handlung
Pierre arbeitet als Kellner in einer Bäckerei. Als er durch seine Ungeschicklichkeit sich den Ärger der Kunden auf sich zieht, wird er zunächst zum Tellerwaschen abgestellt. Doch auch hier ist er fehl am Platze und landet schließlich in der Backstube. Der schmächtige Pierre tut sich unter den raubeinigen Bäckern jedoch genauso schwer. Als die Bäcker jedoch mehr Geld für ihre Arbeit verlangen, dies vom Eigentümer abgelehnt wird und sie daraufhin in den Streik treten, wird Pierre zum Bäcker. Die Bäcker betrachten ihn als Streikbrecher und wollen sich rächen. Sie füllen ein Brot mit Dynamit und schmuggeln es durch ein kleines Mädchen in die Bäckerei. Mme. La Vie bringt es zum Aufbacken zu Pierre in die Backstube und der steckt es in den Ofen. Durch den Besuch seiner Frau bei Pierre in der Backstube gerät Herr La Vie völlig außer sich und verfolgt Pierre in rasender Eifersucht. Schließlich explodiert das Dynamit im Backofen und Pierre wird durch die Explosion mit dem vorbereiteten Teig überschüttet.